# Margarida da Suécia (1899–1977)
Margarida Sofia Luísa Ingeborg (Estocolmo, 25 de junho de 1899 — Fakse, 4 de janeiro de 1977), foi uma Princesa da Suécia, filha mais velha do príncipe Carlos, Duque da Gotalândia Ocidental e de sua esposa, a princesa Ingeborg da Dinamarca. Era neta do rei Oscar II da Suécia, e do rei Frederico VIII da Dinamarca.

## Início de vida
Era a filha mais velha do príncipe Carlos, Duque da Gotalândia Ocidental e de sua esposa, a princesa Ingeborg da Dinamarca. Na altura de seu nascimento detinha os títulos de "Princesa da Suécia e Noruega" (mais tarde passou a deter apenas o título de "Princesa da Suécia", devido à Dissolução da união entre Noruega e Suécia em 1905).
Em 1916, a cerimônia de confirmação de Margarida atraiu uma cobertura entusiasmada da imprensa; Dizia-se que o evento marcava o início de uma nova era para a casa real sueca, que não tinha princesas há tanto tempo.

## Casamento e família

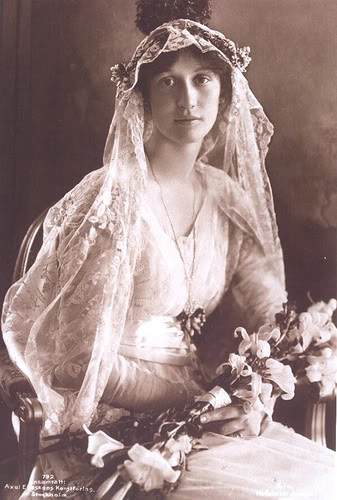
Margarida no dia de seu casamento em 1919

Em 22 de maio de 1919, na Catedral de São Nicolau de Estocolmo, ela casou-se com o príncipe Absalão da Dinamarca, seu primo de segundo-grau. O casamento foi por amor; sua mãe comentou que "o casal estava tão apaixonado que não poderia ser deixado sozinho em um quarto mobiliado". Seu casamento foi celebrado com grandes festividades em Estocolmo; O casal teve dois filhos:
- Jorge Valdemar da Dinamarca (1920-1986), marido de Ana Bowes-Lyon; Sem descendência;
- Flemming Valdemar de Rosenborg (1922-2002), marido de Alice Ruth Nielsen; Com descendência.

Margarida é tia materna do rei Haroldo V da Noruega e dos reis Balduíno e Alberto II da Bélgica; e tia-avó do rei Filipe da Bélgica e do grão-duque Henrique de Luxemburgo.

## Princesa da Dinamarca
Margarida adaptou-se bem na Dinamarca, a qual costumava visitar em ocasiões familiares durante a infância. Ela viveu uma vida privada dedicada à sua família na propriedade Bernstorffshøj em Gentofte, geralmente evitando a publicidade, e mantendo contato próximo com seus parentes no exterior. Ela estava interessada em questões sociais na Suécia, e tornou-se patrona de várias organizações de caridade na Dinamarca, e foi presidente da Gentofte Børnevenner.
Ela foi uma das principais convidadas para casamento da atual rainha Isabel II do Reino Unido e do príncipe Filipe em 1947.
Após a morte de sua irmã, a rainha Astrid da Bélgica, em 1935, e consequentemente de sua outra irmã, a princesa norueguesa Marta, em 1954, Margarida serviu de um grande consolo para seus sobrinhos; ela é madrinha da princesa Marta Luísa da Noruega.
Sua marido morreu em 1964. Como viúva, muitas vezes ela visitava à Suécia, onde se juntaria a outros membros da casa real sueca em funções representativas em cerimônias oficiais. Na família, ela era carinhosamente conhecida como "Tante Ta" ("Tia Ta").
Margarida morreu em Kongsted, perto de Fakse, na Dinamarca, em 1977.

## Títulos, estilos e brasões

### Títulos e estilos
- 25 de junho de 1899 – 7 de junho de 1905: Sua Alteza Real, a princesa Margarida da Suécia e Noruega
- 7 de junho de 1905 – 22 de maio de 1919: Sua Alteza Real, a princesa Margarida da Suécia
- 22 de maio de 1919 – 4 de janeiro de 1977: Sua Alteza Real, Princesa Absalão da Dinamarca

### Brasões
| Brasão conjugal de Margarida como Princesa da Suécia e Dinamarca | Brasão de Margarida na Igreja de Riddarholmen em Estocolmo |